# جيمس تي وودورد
جيمس تي وودورد (بالإنجليزية: James T. Woodward)‏ هو مصرفي أمريكي، ولد في 27 سبتمبر 1837 في نيويورك في الولايات المتحدة، وتوفي بنفس المكان في 10 أبريل 1910.